# Quim
El quim (del grec χυμός khymos, "suc") és una massa pastosa, semi-sòlida i de consistència àcida, formada per menjar parcialment digerit que és expulsada per l'estómac, a través de la vàlvula pilòrica, al duodè (o intestí prim).

## Procés de formació
Quan es masteguen els aliments es forma el bol alimentari aquest ingressa a l'estómac on serà esmicolat. Durant el procés de digestió l'estómac segrega enzims i suc gàstric, concretament segrega; àcid clorhídric, la rennina (àcid que degrada la llet), la mucina i la pepsina (tant l'àcid clorhídric com el factor intrínsec són produïts per les cèl·lules parietals de les glàndules gàstriques, situades en la mucosa de l'estómac. El pepsinogen és sintetitzat per les cèl·lules principals, un altre tipus de cèl·lules de les glàndules gastrointestinals.). Perquè aquests actuïn correctament les parets de l'estómac es contreuen rítmicament en els anomenats moviments peristàltics. Després d'haver obtingut una barreja homogènia el procés serà continuat a l'intestí prim i esdevindrà quil.